# Hiering
Hiering ist ein Ort im Hausruckviertler Hügelland in Oberösterreich und
Ortschaft der Gemeinde Schlüßlberg und der Stadtgemeinde Grieskirchen im Bezirk Grieskirchen.

## Geographie
Der Ort befindet sich 2½ Kilometer direkt südlich von Grieskirchen. Er liegt an der B 135 Gallspacher Straße, ein Straßendorf auf etwa 800 Metern mit einigen Ortslagen abseits, auf um die 340 m ü. A. Höhe. Entlang fließt auch der Leitnerbach nordostwärts, der 1½ km weiter in die Trattnach mündet.
Die beiden Ortschaften umfassen knapp 30 Gebäude mit 78 Einwohnern, davon der Gutteil in der Grieskirchener Rotte, nördlich (links) des Leitnerbaches, der Rest in den Ortslagen, die sich nordwärts über den Riedl bis hinüber zur L1192 Jörger Straße und den Steinbach und an die Trattnach zwischen den Mündungen der beiden Bäche erstrecken, und den zerstreuten Häusern von Schlüßlberg.
Landschaftlich gehört die Gegend zur Raumeinheit Inn- und Hausruckviertler Hügelland.
Nachbarortschaften:
|                                                                              | Grieskirchen (Stadt)                        | |
| Untersteinbach (Gem. Grieskirchen) Vornwald (Gem. Grieskirchen u. Gallspach) | Kompassrose, die auf Nachbargemeinden zeigt | Unternberg (Gem. Grieskirchen u. Schlüßlberg) Fischleithen (Gem. Schlüßlberg) Anzenberg (Gem. Schlüßlberg) |
| Niederndorf (Gem. Grieskirchen, Gallspach u. Schlüßlberg)                    | Brandhof (Gem. Schlüßlberg)                 | Haid (Gem. Schlüßlberg)                                                                                    |

## Geschichte
Der -ing-Name (hier- dann zu einem Personennamen) zeigt die alte Besiedelung aus der Zeit der bajuwarischen Landnahme um das 8. Jahrhundert, Grieskirchen wurde 1075 erstmals urkundlich erwähnt.
Der Hof Ochsenberger gegen Grieskirchen hin (1667/9 als Oxnberg) war im 17. Jh. ein adeliger Freisitz., weitere alte Gehöfte sind Hiering selbst (Hiering 2, Grieskirchen), Wolf und Hauer, Roith südlich, der Hochsriener am Riedl, der Ochsenberger und der Bruckmayer am Leitnerbach gegen Unterberg.

Im frühen 19. Jahrhundert gehörte Hiering zum Pfarrdistrikt Grieskirchen im Distriktskommissariat Parz.
Die B 135 war hier ursprünglich die Grieskirchen-Gallspach-Höfter Bezirksstraße Unternberg – Höft und war 1973 bis 2002 Bundesstraße.
|              | Österr. o.d.Enns (Kgr. Bay.) | Krld. Ö.o.d.Enns (Österr.- Ugrn.) | Bld. Oberösterreich (Rep. Österr.) | Bld. Oberösterreich (Rep. Österr.) | Bld. Oberösterreich (Rep. Österr.) | Bld. Oberösterreich (Rep. Österr.) | Bld. Oberösterreich (Rep. Österr.) | Bld. Oberösterreich (Rep. Österr.) | Bld. Oberösterreich (Rep. Österr.) |
|              | 1811                         | 1869                              | 1951                               | 1961                               | 1971                               | 1981                               | 1991                               | 2001                               | 2011                               |
| gesamt       | 157                          | 163                               | −                                  | 167                                | −                                  | −                                  | −                                  | 94                                 | 96                                 |
| gesamt       | 27                           | 27                                | −                                  | 32                                 | −                                  | −                                  | −                                  | 29                                 |                                    |
| Grieskirchen |                              |                                   | −                                  | 110                                | 119                                | 97                                 | 95                                 | 75                                 | 82                                 |
| Grieskirchen |                              |                                   | −                                  | 20                                 | 20                                 | 23                                 | 24                                 | 23                                 |                                    |
| Schlüßlberg  |                              |                                   |                                    |                                    |                                    |                                    |                                    | 19                                 | 14                                 |
| Schlüßlberg  |                              |                                   |                                    |                                    |                                    |                                    | 6                                  |                                    |                                    |